# Annandale (Wirginia)
Annandale – miejscowość spisowa (obszar niemunicypalny) w Stanach Zjednoczonych, w stanie Wirginia, w hrabstwie Fairfax.